# Wendell Willkie
Wendell Lewis Willkie (Elwood (Indiana), 18 februari 1892 - New York, 8 oktober 1944) was een Amerikaanse advocaat en politicus. Hij is vooral bekend als de Republikeinse presidentskandidaat in 1940.

## Levensloop

### Jeugd
Willkies ouders waren beiden advocaat, zijn moeder was een van de eerste vrouwen die in Indiana tot de Balie werd toegelaten. Zijn vader was nauw betrokken bij de Democratische Partij. Zo overnachtte William Jennings Bryan bij hen thuis tijdens zijn presidentiële campagne in 1900. Willkie was de vierde van zes kinderen en zou in de voetsporen van zijn ouders treden. Hij ging rechten studeren aan de Universiteit van Indiana. Hij bleek een goed student en tijdens de diploma-uitreiking in 1915 mocht hij een speech geven. In aanwezigheid van de leden van het Hooggerechtshof van Indiana bekritiseerde hij het universiteitsbestuur zodanig dat het maar een haar scheelde of hij kreeg zijn diploma niet. Na zijn studie kwam hij terecht in de advocatenpraktijk van zijn ouders, maar hij nam direct dienst in leger nadat president Woodrow Wilson op 2 april 1917 de oorlog verklaarde aan Duitsland. Willkie kwam bij de artillerie terecht, maar de oorlog was al voorbij voordat hij in Frankrijk arriveerde.
Terug in Amerika ging hij werken voor Firestone Tire and Rubber Company in Akron (Ohio). Hij verveelde zich daar snel en nam in 1920 ontslag om te gaan werken voor een advocatenkantoor, dat vooral veel lokale nutsbedrijven als klant had. Willkie was actief binnen de Democratische Partij. Hij was een afgevaardigde naar de Democratische Partijconventie in 1924, waar hij de gouverneur van New York Al Smith steunde, die het uiteindelijk aflegde tegen John W. Davis. Samen met anderen wilde hij dat zijn partij ook duidelijk afstand zou nemen van de Ku Klux Klan, maar slaagde daarin niet.

### Advocaat
Als advocaat maakte Willkie snel naam als een degelijke advocaat. Hij werd benaderd door een van zijn klanten, het in New York gevestigde energiebedrijf Commonwealth & Southern Corporation (C&S), om voor hen te komen werken. In oktober 1929 verhuisde hij naar New York. Bij het het nieuwe bedrijf viel Willkie al snel op door zijn bekwaamheid. Hij maakte rap carrière en werd in januari benoemd tot hoofd van het bedrijf.
In New York leerde Willkie ook Irita van Doren, een boekrecensent voor de New York Herald Tribune kennen met wie hij een relatie kreeg. Zijn introduceerde hem in literaire kringen en schreef mee aan zijn toespraken en boeken. Tijdens de presidentscampagne van 1940 was zijn affaire bekend bij de verslaggevers die hem volgden, maar geen van hen berichtte erover.
Kort nadat president Franklin Delano Roosevelt was aangetreden riep hij de Tennessee Valley Authority in het leven. Dit was een overheidsinstantie die werd opgericht als onderdeel van de New Deal om elektriciteit op te wekken en overstromingen tegen te gaan in zeven staten van de Verenigde Staten rond de rivier de Tennessee. Als staatsbedrijf beconcurreerde de overheid daardoor de commerciële nutsbedrijven, waaronder C&S. De jaren daarna werden gekenmerkt door harde onderhandelingen en rechtszaken die opliepen tot het Hooggerechtshof. Willkie groeide uit tot het gezicht van de nutsbedrijven en werd tegen 1940 gezien als een potentiële presidentskandidaat.

### Presidentskandidaat
Al sinds 1937 werd er gesproken over een eventuele kandidatuur van Willkie, ervan uitgaande dat de zittende president en zijn partijgenoot Roosevelt geen derde termijn ambieerde. Roosevelt besloot daar echter wel toe en Willkie besloot een overstap te maken naar de Republikeinen. Volgens hem was het beleid van de zittende regering te veel tegen het bedrijfsleven gericht. Later zou hij over de breuk zeggen: "Ik heb mijn partij niet verlaten. Mijn partij heeft mij verlaten". Eind 1939 liet hij zich overschrijven en liet weten dat hij de Republikeinse nominatie als presidentskandidaat zou accepteren als deze hem aangeboden werd.
De presidentsverkiezingen van 1940 speelden zich af tegen de achtergrond van net uitgebroken Tweede Wereldoorlog. Willkie vond dat Amerika meer moest doen om Groot-Brittannië te steunen. Willkie deed niet mee aan de Republikeinse voorverkiezingen. Die verkiezingen werden in slechts twaalf staten gehouden, waarbij de uitkomst in vijf staten onbeslist bleef. Verder was er sprake van een veel lossere binding tussen kiesmannen en kandidaten dan in het huidige systeem. De meeste deelnemers aan de Republikeinse Conventie zagen het als hun belangrijkste verantwoordelijkheid om iemand te kiezen die de verkiezingen kon winnen. Twee grote kanshebbers voor de Republikeinse nominatie waren Robert Taft en Thomas Dewey. Beide mannen waren isolationist. De Conventie vond in juni 1940 plaats in Philadelphia. In diezelfde periode had Hitler Nederland, België en Frankrijk onder de voet gelopen, waardoor veel gedelegeerden twijfels hadden bij Taft en Dewey. Bij de eerste stemming ging Dewey nog ruim aan kop en eindigde Willkie als derde, maar in de stemmingen daarna verkreeg hij steeds meer stemmen en zijn concurrenten juist minder. Bij de zesde stemming verkreeg hij de absolute meerderheid en won daarmee de Republikeinse nominatie. Als zijn running mate werd gekozen voor Charles McNary, een senator uit Oregon.
Aan het begin van de campagne stond Willkie slechts zes procent achter in de peilingen op Roosevelt. Hij nam ontslag bij C&S omdat hij ervan overtuigd was dat er zelfs als hij niet gekozen werd genoeg werk zou zijn. President Roosevelt zocht toenadering om er zeker van zou zijn dat, in het geval dat Willkie hem zou opvolgen als president, hij niet het besluit om vijf torpedobootjagers aan Groot-Brittannië te leasen zou terugdraaien. Willkie steunde de president, maar vond wel dat de president de beslissing had moeten voorleggen aan het Congres ter instemming.
In september begon Willkie met een treintour die hem in de maanden daarna in 31 van de 48 Amerikaanse staten zou brengen. Veel conservatieven en isolationisten waren niet zo enthousiast over zijn campagne. Tijdens de campagne begon Willkie daarom toch steeds meer als een isolationist te klinken en beschuldigde Roosevelt ervan dat hij op oorlogspad was. De zittend president had laten weten geen actieve campagne te voeren, maar bracht wel verschillende bezoeken aan bijvoorbeeld militaire installaties en zorgde ervoor dat de pers daar uitgebreid verslag van deed. 
Willkies loslippigheid werkte niet altijd in zijn voordeel. Zo flapte hij er uit dat zijn nieuwe minister van Arbeid zeker geen vrouw zou zijn. Frances Perkins was op dat moment minister van Arbeid en de eerste vrouw in de geschiedenis in zo'n belangrijke functie. Zijn aanval op haar deed het niet goed bij de vrouwelijke kiezers.
Aan het einde van de campagne stond Willkie in de peilingen nog vier procent achter op Roosevelt. Roosevelt won ruim. Willkie behaalde 45 procent van de stemmen en 82 kiesmannen in 10 staten, terwijl Roosevelt in 38 staten won en daarmee 448 kiesmannen achter zich had staan.

### Tweede Wereldoorlog
Willkie was achtenveertig jaar op het moment dat hij de verkiezingen verloor en leek zijn beste jaren nog voor zich te hebben. In januari 1941 maakte hij bekend de binnen zijn partij omstreden Leen- en Pachtwet te steunen. President Roosevelt nodigde hem uit voor een bezoek aan het Witte Huis en vroeg hem om persoonlijke basis als Roosevelts eigen gezant een bezoek te brengen aan Groot-Brittannië. Roosevelt dacht dat het sturen van zijn voormalige opponent veel meer effect had om te laten weten dat hij Britten steunde dan wanneer hij een van zijn eigen adviseurs had gestuurd.
In Londen had hij een ontmoeting met de Britse eerste minister Winston Churchill. Verder bracht hij een bezoek aan Ierland waar hij Éamon de Valera tevergeefs ervan probeerde te overtuigen zijn neutraliteitspolitiek op te geven. Terug in de Verenigde Staten verscheen hij voor de Senaat en zijn steun zorgde ervoor dat de Leen- en Pachtwet werd aangenomen.
In april 1941 werd hij partner in een New Yorkse advocatenpraktijk. President Roosevelt wilde hem een functie aanbieden in zijn regering, maar Willkie koesterde zijn onafhankelijke positie met het oog op de presidentsverkiezingen van 1944. Na de Japanse aanval op Pearl Harbor steunde Willkie de president volledig. In het voorjaar van 1942 overwoog hij om zich verkiesbaar te stellen voor het gouverneurschap van New York, maar hij vreesde dat een eventueel verlies hem grote reputatieschade zou opleveren. In het najaar van 1942 bezocht hij namens Roosevelt verschillende landen. Zijn eerste stop was bij de troepen van generaal Bernard Montgomery in Noord-Afrika. Vervolgens verbleef hij in Beiroet bij Charles de Gaulle, leider van de Vrije Fransen. Zijn volgende stop was Jeruzalem waar hij een ontmoeting had met de lokale Joodse en Palestijnse leiders. Volgens hem moesten de Britten beide bevolkingsgroepen meer betrekken bij de regering van het land, maar schreef later dat het onrealistisch was te denken dat het eeuwenoude conflict "simpelweg kon worden opgelost door goede wil en eerlijkheid". In de Sovjet-Unie ontmoette hij Jozef Stalin. Zijn laatste stop was in China waar Chiang Kai-shek hem rondleidde langs het Chinees-Japanse front. Terug in de Verenigde Staten deed hij in een radio-uitzending die door vijfendertig miljoen mensen beluisterd werd verslag van zijn reis. In april 1943 verscheen het boek One World, geredigeerd door Van Doren, over zijn reis. Het boek werd direct een bestseller.

### Amerikaanse presidentsverkiezingen 1944
Willkie besteedde in 1943 een groot deel van zijn tijd voor de voorbereiding voor de tweede gooi naar het presidentschap. Hij meed president Roosevelt, want zijn rol als persoonlijke gezant voor de president had hem binnen zijn eigen partij draagvlak gekost. Veel Republikeinen zagen hem als loopjongen van de president. Hij deed mee aan verschillende voorverkiezingen. Hij won de eerste voorverkiezingen in New Hampshire, maar niet zo overweldigend als verwacht. De echte testcase waren de voorverkiezingen in Wisconsin, waar Willkie zijn kaarten op had gezet. Deze verliepen desastreus voor hem, waarna hij zich terugtrok.

### Laatste maanden
President Roosevelt wilde graag af van zijn vicepresident Henry Wallace en benaderde Willkie via via of hij niet beschikbaar was voor het vicepresidentschap. Willkie wist dat Roosevelt in het verleden eerder mensen het vicepresidentschap had aangeboden, maar zijn beloftes niet was na gekomen. Hij was daarom terughoudend en uiteindelijk kozen de Democraten voor Harry S. Truman. Roosevelt bleef toenadering zoeken en volgens zijn zoon zag hij in Willkie de ideale kandidaat als de eerste Secretaris-generaal van de Verenigde Naties. De Republikeinse presidentskandidaat Thomas Dewey zocht ook toenadering tot Willkie. Zijn naaste adviseur John Foster Dulles bezocht hem in de hoop dat Willkie zijn steun zou uitspreken voor Dewey. Willkie hield zich echter afzijdig.
Willkie had altijd veel gerookt en gedronken en zich niet druk gemaakt over zijn gezondheid. In 1940 waren veel verslaggevers nog wel gecharmeerd van zijn drinkgedrag, maar in 1944 was het intussen wel een probleem geworden. Vanaf augustus 1944 ging zijn gezondheid hard achteruit. In september werd hij getroffen door een hartaanval. Hij herstelde zich enigszins, maar had te maken met chronisch hartfalen. Op 7 oktober 1944 kreeg hij verschillende nieuwe aanvallen en overleed daaraan.
- Bibsys: 3036763
- Bibliothèque nationale de France: cb150461728 (data)
- Catàleg d'autoritats de noms i títols de Catalunya: 981058518313106706
- CiNii: DA04029376
- Gemeinsame Normdatei: 118807498
- International Standard Name Identifier: 0000 0000 8099 3700
- Library of Congress Control Number: n50019256
- MusicBrainz: 55aff0be-89e1-4151-986d-8d72b1c3b961
- National Archives and Records Administration: 10582028
- Bibliotheek van het Japanse parlement: 00461076
- Nationale Bibliotheek van Tsjechië: uk2015877940
- Nationale Bibliotheek van Israël: 987007299481705171
- Nederlandse Thesaurus van Auteursnamen: 071468099
- SNAC: w6g8444w
- Système universitaire de documentation: 081068042
- Trove: 1014345
- Virtual International Authority File: 19964533
- WorldCat: E39PBJvRYbMwV7d3tKWDJ9TJXd